# معتمدية قرمبالية
معتمدية قرمبالية إحدى معتمديات الجمهورية التونسية، تابعة لولاية نابل.

## التاريخ
أحدثت المعتمدية بقرار في 21 جوان 1956 أي بعد ثلاث أشهر من استقلال البلاد التونسية عن فرنسا.

## المناطق
تضم معتمدية قرمبالية 10 مناطق وهي:
- فندق الجديد
- سماش
- نيانو
- الأخوين
- تركي
- خنقة الحجاج
- قرنبالية الشرقية
- قرنبالية الغربية
- جبل طريف
- عين طبرنق

## مواضيع ذات صلة
- ولاية نابل.
- قرمبالية

1. 1 2 3 4 5 6 7 8 9  "المناطق الترابية (العمادات) حسب الولايات والمعتمديات". اطلع عليه بتاريخ 2024-11-30.